# Яворские
Яворские — западнорусские шляхетские роды, принадлежащие к гербу Сас и приобретённым по наследству гербам Янина, Ястржембец, Елита, Косцеша, Окша, Белина, Наленч, Гриф, а также к новому гербу с названием «Герб рода Яворских», который стоит отдельно в этом ряду.
В XVIII веке от рода герба Сас произошёл российский дворянский род.

## История
Родоначальником Яворских герба Сас, как утверждает польский историк Дунчевский, был Ванчалух (пол. Wanczaluch) (или Ванча Волох), граф из Венгрии, который разговаривал и писал на славянском языке, строил церкви византийского обряда и имел славянскую ДНК крови, которую передал, вместе с родовым гербом, своим сыновьям и внукам — Яворским, Турецким, Ильницким.
27 июня 1431 г. Владислав ІІ Ягайло, король польский, пожаловал на вечную память о ратном деле шляхетному Ванче Волоху и его сыновьям Ходку, Иванку и Занку села Турка, Ильник, Явора в Самборском повете. От сыновей Занка происходят Яворские и Турецкие. Сыновья Базилия Занковича осели в Яворе, а единственный сын Фёдора Занковича — Дмитрий в Турке. Весь род прослеживается вплоть до Первой мировой войны. Род внесён в гербовник королевства Галиции и герцогства Буковина.
Российская ветвь рода происходит от Фёдора Ивановича Яворского, которого по указу Петра I в 1702 г.
велено было написать по Московскому списку и дать ему в поместный оклад 500 четей и денег 20 рублей.
Из этого рода происходил патриарший местоблюститель и первый президент Святейшего правительствующего синода — знаменитый митрополит рязанский и муромский Стефан Яворский.
Значительная часть благородных Яворских (Волга, Урал, Сибирь, Дальний Восток), которые попали в Россию позже, в XIX—XX веках, происходят так же из Галиции — непосредственно от коренного западнорусского герба Сас.

## Описание герба
На щите, имеющем голубое поле, изображён жёлтый (золотой) полумесяц, рогами обращённый вверх. На каждом его роге помещено по золотой шестиконечной звезде, в середине — серебряная стрела, направленная остриём вверх.
Щит увенчан дворянским шлемом с дворянской на нём Короной. Над Короной павлиний хвост, который пронзает стрела с правой стороны щита в левую сторону. Намёт голубой, подбитый золотом.
Герб рода Яворских внесён во 2-ю часть Общего гербовника дворянских родов Всероссийской империи, стр. 133.

## Известные представители
- Яворский, Фёдор Михайлович (1780—1828) — русский врач-хирург, изобретатель, доктор медицины; статский советник[4][5].
- Яворский, Аполлинар фон (1825—1904) — австрийский политик[6].